# Masahiro Yoshimura
Masahiro Yoshimura, född 28 oktober 1936, död 27 september 2003, var en japansk simmare.
Yoshimura blev olympisk silvermedaljör på 200 meter bröstsim vid sommarspelen 1956 i Melbourne.